# David Hartman
David Hartman (Pawtucket, 19 maggio 1935) è un giornalista statunitense, attualmente conduttore di programmi e documentari su History e PBS.

## Biografia
Meglio conosciuto come il primo conduttore di Good Morning America della ABC, dal 1975 al 1987, ha iniziato la sua carriera mediatica come attore, recitando negli anni Settanta in The Bold Ones: The New Doctors e nella serie Lucas Tanner. Ha recitato anche nel remake del film TV del 1973 di Miracolo sulla 34a strada. 
Il 3 novembre 1975, Hartman divenne il primo co-conduttore maschile del programma di notizie mattutine della ABC, Good Morning America (1975-1987). Durante i suoi 11 anni come co-conduttore, GMA è stato spesso il programma di notizie mattutine più apprezzato della rete televisiva. Sebbene Hartman non avesse un background giornalistico, ha condotto professionalmente più di 12.000 interviste durante la sua permanenza nello show.
Hartman è stato conduttore di una serie di documentari su Discovery Channel e sulla stazione membro della PBS WNET a New York City. Prodotti da James Nicoloro, i documentari della PBS sono una serie di documentari "Walk Through" su varie comunità intorno a New York City, che includono A Walk Down 42nd Street (1998), A Walk Up Broadway (1999), A Walk Through Harlem (1999), A Walk Around Brooklyn with David Hartman and Historian Barry Lewis (2000), A Walk Through Greenwich Village (2001), A Walk Through Central Park (2001), A Walk Through Newark (2002), A Walk Through Hoboken (2003), A Walk Through Queens (2004), A Walk Through the Bronx (2005), and A Walk Around Staten Island (2007).
Nel 2017 Hartman ha ricevuto il National Association of Broadcasters Distinguished Service Award.

## Filmografia parziale
- La donna del West (The Ballad of Josie), regia di Andrew V. McLaglen (1967)
- Il virginiano (The Virginian) - serie TV, 27 episodi (1967-1969)
- L'isola sul tetto del mondo (The Island at the Top of the World), regia di Robert Stevenson (1974)